# Челино ди Сопра (Порденоне)
Челино ди Сопра је насеље у Италији у округу Порденоне, региону Фурланија-Јулијска крајина.
Према процени из 2011. у насељу је живело 60 становника. Насеље се налази на надморској висини од 517 м.